# 일본 정원

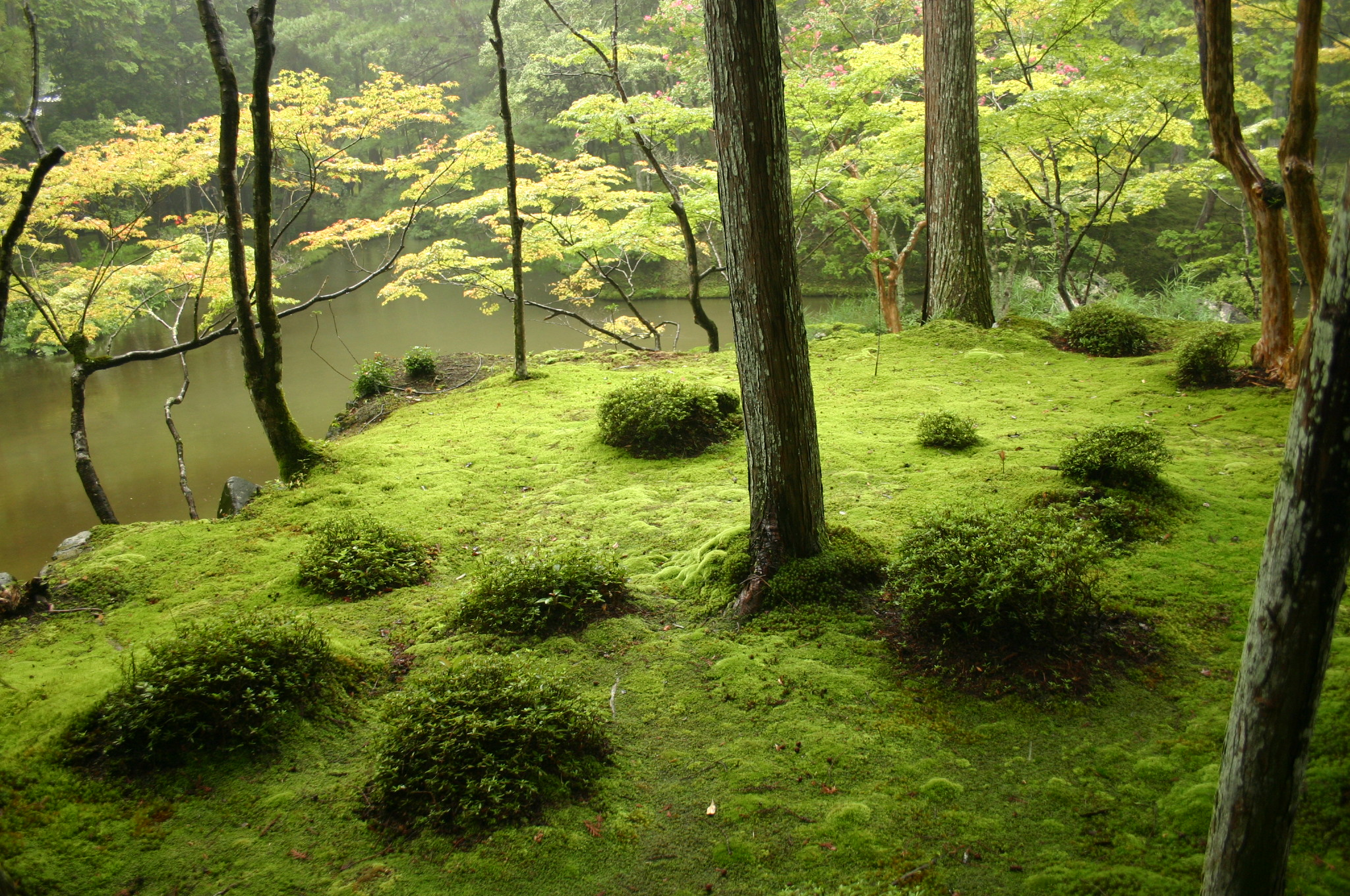
교토의 한 일본 정원

일본 정원(일본어: 日本庭園 니혼테이엔[*])은 높은 수준으로 추상화되고 양식화된 방법을 이용하여 이상적인 축소된 풍경을 조성하는 전통적인 정원이다. 일본의 미학과 철학적 사상이 수반되고 인공적인 장식을 피하며 자연 경관을 강조하는 디자인의 전통 정원이다. 일본 정원 디자이너는 일반적으로 식물과 낡고 오래된 재료를 사용하여 자연 경관을 제안하고 존재의 취약성과 멈출 수 없는 시간의 진보를 표현한다.  물은 중요한 특징이다. 바위와 자갈도 마찬가지이다. 매력적인 일본 꽃 식물이 많이 있음에도 불구하고 초본 꽃은 일반적으로 서양보다 일본 정원에서 역할이 훨씬 적다. 하지만 계절에 따라 꽃이 피는 관목과 나무는 중요하지만 일반적인 녹색과의 대조 때문에 더욱 극적이다. 상록 식물은 일본에서 "정원의 뼈대"이다. 자연스러워 보이는 외관이 목표이지만, 일본 정원사들은 나무를 포함한 식물의 모양을 매우 엄격하게 다듬는 경우가 많다.
정원 가꾸기에 관한 일본 문헌은 거의 천 년 전으로 거슬러 올라가며, 다양한 정원 스타일이 발전했으며 일부는 종교적 또는 철학적 의미를 담고 있다. 일본 정원의 특징은 특정 지점에서 볼 수 있도록 설계되었다는 것이다. 일본 정원의 가장 중요하고 다양한 전통 스타일 중 일부는 헤이안 시대(794~1185)에 중국에서 수입된 치센쇼유테이엔("호수-봄-배 유람 정원")이다. 이것들은 중앙 호수에 있는 작은 보트에서 볼 수 있도록 설계되었다. 이들의 원래 사례는 남아 있지 않지만 호수 섬에 불당이 있는 정토불교와 관련된 "낙원 정원"으로 대체되었다. 나중에 큰 정원은 종종 카이유시키테이엔, 즉 산책 정원 스타일로 되어 있으며 정원 주변을 순환하는 길에서 볼 수 있도록 설계되었으며 관람을 위한 고정된 정지 지점이 있다. 더 큰 정원의 작은 부분인 전문적인 스타일에는 이끼 정원, 선불교와 관련된 자갈과 바위가 있는 마른 정원, 짧은 통로에서만 볼 수 있도록 설계된 로지 또는 찻집 정원, 아주 작은 도시 정원인 츠보니와가 포함된다
대부분의 현대 일본 주택에는 정원을 위한 공간이 거의 없지만 통로 및 기타 공간에 작은 정원을 놓는 쓰보니와 스타일, 분재(일본에서는 항상 밖에서 자라는 것) 및 관엽 식물이 이를 완화하며 국내 정원 관광이 매우 중요하다. 일본의 전통은 오랫동안 잘 디자인된 정원을 원래 상태에 최대한 가깝게 유지해 왔으며, 많은 유명한 정원은 피할 수 없는 식물의 교체를 제외하고는 서양에서는 극히 드문 방식으로 몇 세기에 걸쳐 거의 변하지 않은 것으로 보인다.
일본 정원 가꾸기에 대한 인식은 19세기 말에 서양에 전해졌고, 자포니즘 패션의 일부로 열광적으로 받아들여졌으며, 그 무렵 서양 정원 가꾸기 취향은 엄격한 기하학에서 좀 더 자연주의적인 스타일로 바뀌었다. 일본식은 매력적인 변형이었다. 기후가 비슷하고 일본 식물이 잘 자라는 영국에서 즉시 인기를 얻었다. 일반적으로 더 큰 정원의 일부인 일본 정원은 서양에서 계속 인기를 얻고 있으며 벚나무, 다양한 종류의 단풍나무(Acer palmatum) 또는 일본 단풍나무와 같은 많은 전형적인 일본 정원 식물도 모든 유형의 정원에 사용된다. 매우 많은 정원에 스타일에 대한 희미한 힌트를 제공한다.

## 식물
다음과 같은 것을 중심으로 이루어져 있다.
- 대나무
- 단풍나무
- 양치식물
- 은행나무
- 진달래
- 동백나무

## 같이 보기
- 가레산스이